# Phyllophaga profunda
Phyllophaga profunda är en skalbaggsart som beskrevs av Blanchard 1851. Phyllophaga profunda ingår i släktet Phyllophaga och familjen Melolonthidae. Inga underarter finns listade i Catalogue of Life.